# La gallineta
«La gallineta», també titulada «Cançoneta», és una cançó de 1972 composta pel cantautor Lluís Llach després de l'èxit de «L'estaca» el 1968, i escrita des de l'exili a París per motiu del seu compromís amb els principis democràtics com un himne que encoratja a plantar cara al franquisme agonitzant.
Establert a París, on va viure cinc anys i va protagonitzar el seu primer concert a la sala Olympia, va compondre un dels seus àlbums històrics, Com un arbre nu, un LP que comença amb el que seria el seu segon gran himne revolucionari, «La gallineta».

## Lletra
Composta de quatre acords i un ritme binari i arrabassador, Llach va plantejar a la lletra una al·legoria contra la dictadura militar, com també havia fet amb «L'estaca». De fet, l'ús de metàfores per eludir la censura es va convertir en gairebé un recurs estilístic que Llach dominava a la perfecció. A més, va substituir algunes paraules significatives com «botxí» per «veí», o «revolució» que va convertir en «revulsió», fet que gairebé no es percebia i que el públic cantava amb el substantiu adequat.
La protagonista de la història, la gallineta parla en primera persona, representa el poble català que decideix plantar cara a una situació injusta i de submissió forçada: «No tindrà cap més ou calent / el que de mi se n'aprofita», i parla també d'un futur que passa per la democràcia. La música gairebé còmica a la manera de marxa amb el mateix Llach imitant l'escataineig d'una gallina, compleix la seva comesa d'exaltació, pretén unir i revolucionar el galliner, al més pur estil George Orwell a La revolta dels animals.